# Bruder-Klaus-Kapelle (Euerfeld)

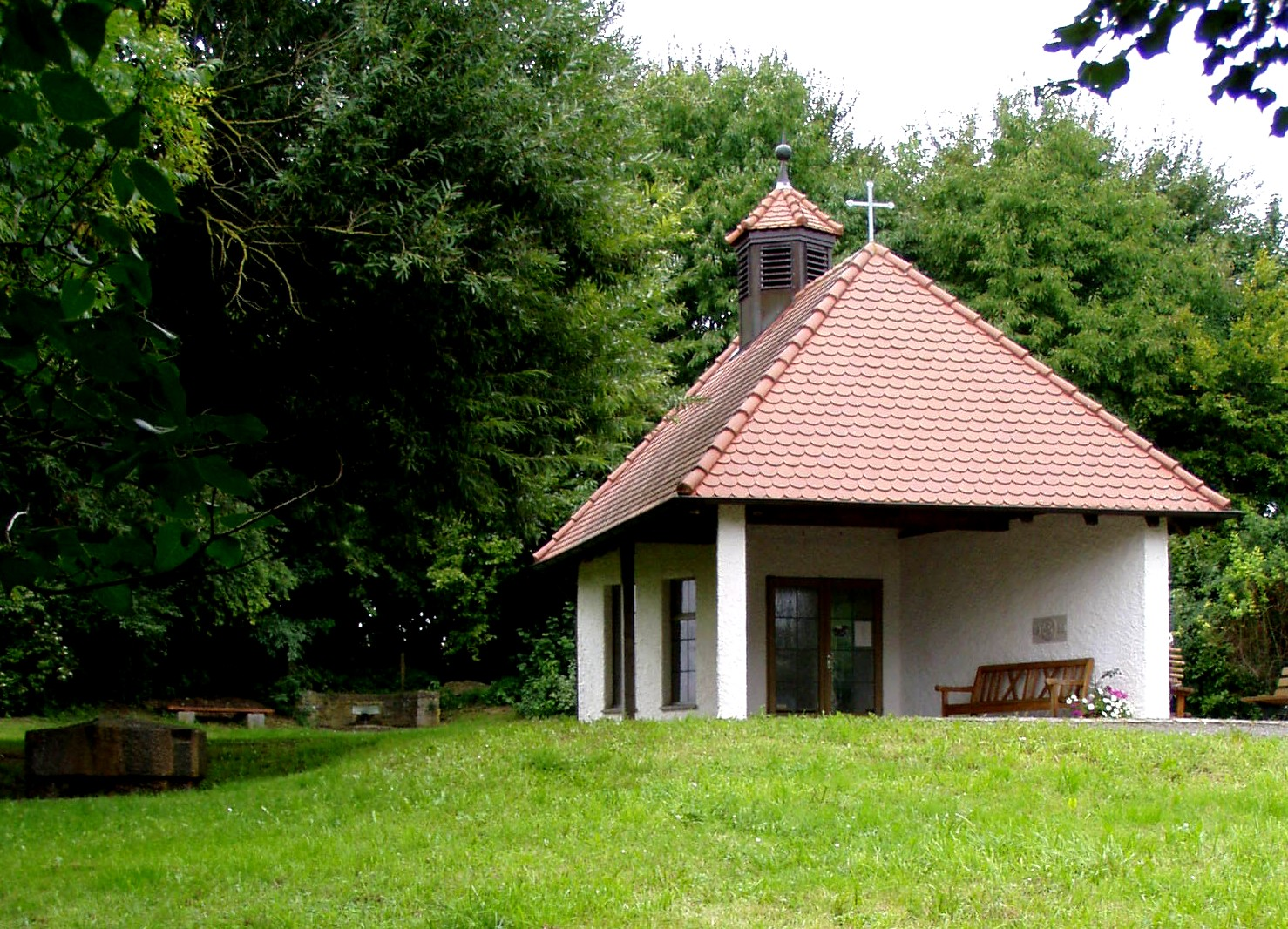
Die Bruder-Klaus-Kapelle am Ortsrand von Euerfeld

Die Bruder-Klaus-Kapelle in Euerfeld, einem Dettelbacher Ortsteil im unterfränkischen Landkreis Kitzingen, ist ein kleines Gotteshaus, das dem Mystiker Nikolaus von Flüe geweiht ist. Die Kapelle befindet sich etwa 500 m nördlich des Dorfes und gehört zum Dekanat Kitzingen.

## Geschichte
Die Kapelle entstand in den 1980er Jahren und wurde von der Katholischen Landjugendbewegung Deutschlands initiiert, deren Patron Nikolaus von Flüe sie geweiht werden sollte. Die Planung übernahm der Architekt Manfred Bayer und am 25. September 1988 wurde der Grundstein für die Kapelle im sogenannten Binziggrund am Ortsrand von Euerfeld gelegt. Bereits am 24. September 1989 konnte das Kirchlein vom Würzburger Bischof Paul-Werner Scheele eingeweiht werden.

## Architektur, Ausstattung und Umgebung
Die Kapelle ist ein achteckiges, nicht geostetes Gebäude mit einer sich verjüngenden Vorhalle. Im Dachreiter befindet sich eine kleine Glocke aus dem Jahr 1840 mit einem Holzkreuz davor. Auf dem Gelände im Binziggrund steht außerdem ein Brunnen von Theo Steinbrenner in Form eines Meditationsrades, wie es Nikolaus von Flüe verwendete.